# The Best of Carmen McRae
The Best of Carmen McRae — сборник американской певицы Кармен Макрей, выпущенный в 1995 году на лейбле Blue Note Records. В альбоме представлены песни, записанные Макрей в период работы с лейблом в 1970-е годы.

## Отзывы критиков
Майкл Настос из AllMusic раскритиковал сборник, назвав его «сонным» из-за обилия помещённых туда баллад и медленных песен. И хотя, по его мнению, Макрей великолепно интерпретирует и грустные и блюзовые песни, ему хотелось, чтобы на диске она вырвалась из этой колеи и выплеснула немного драгоценной энергии, которая отличает её от Сары Воан.

## Список композиций
1. «Like a Lover» (Алан Бергман, Мэрилин Бергман, Дори Каймми, Нельсон Мотта) — 5:55
2. «I Have the Feeling I’ve Been Here Before» (Алан Бергман, Мэрилин Бергман, Роджер Келлауэй) — 5:55
3. «The Man I Love» (Джордж Гершвин, Айра Гершвин) — 4:14
4. «Would You Believe» (Рэнди Калифорния, Сай Коулман, Джеймс Липтон) — 4:07
5. «A Child Is Born» (Тед Джонс) — 3:24
6. «Star Eyes» (Джин Пол, Дон Рэй) — 2:53
7. «Miss Otis Regrets» (Коул Портер) — 5:36
8. «Too Close for Comfort» (Джерри Бок, Ларри Холофсенер, Джордж Дэвид Вайс) — 3:21
9. «Old Folks» (Дедетт Ли Хилл, Уиллард Робисон) — 4:40
10. «Dindi» (Антониу Карлос Жобин, Рэй Гилберт) — 4:25
11. «T’ Ain’t Nobody’s Bizness If I Do» (Портер Грейнджер, Эверетт Роббинс) — 5:01